# Saint-Sébastien-de-Raids
Saint-Sébastien-de-Raids is een gemeente in het Franse departement Manche (regio Normandië) en telt 280 inwoners (1999). De plaats maakt deel uit van het arrondissement Coutances.

## Geografie
De oppervlakte van Saint-Sébastien-de-Raids bedraagt 5,3 km², de bevolkingsdichtheid is 52,8 inwoners per km².
De onderstaande kaart toont de ligging van Saint-Sébastien-de-Raids met de belangrijkste infrastructuur en aangrenzende gemeenten.

## Demografie
Onderstaande figuur toont het verloop van het inwonertal (bron: INSEE-tellingen).

1. ↑  Populations de référence 2022.